# Ruột non
Ở động vật có xương sống, ruột non hay tiểu tràng là một phần của hệ tiêu hóa sau dạ dày và trước ruột già. Đây là nơi diễn ra quá trình tiêu hóa và hấp thụ chất dinh dưỡng của phần lớn thức ăn được đưa vào cơ thể. Trong những động vật không có xương sống như sâu (hoặc giun), thuật ngữ "ống tiêu hóa" thường được dùng để mô tả toàn bộ ruột. Những đặc điểm ruột người cũng thường đúng với phần lớn các động vật có vú. (Một ngoại lệ quan trọng là trâu , bò; thông tin về tiêu hóa ở trâu bò và những động vật tương tự, xem động vật nhai lại.)
Ruột non có ba vùng riêng biệt - tá tràng, hỗng tràng và hồi tràng. Tá tràng, đoạn ngắn nhất, là nơi bắt đầu chuẩn bị cho quá trình hấp thụ qua các phần lồi nhỏ như ngón tay gọi là nhung mao. Hỗng tràng đặc biệt để hấp thụ qua lớp lót của nó bởi các tế bào ruột: các phần tử dinh dưỡng nhỏ đã được tiêu hóa trước đó bởi các enzym trong tá tràng. Chức năng chính của hồi tràng là hấp thụ vitamin B12, axit mật và bất kỳ sản phẩm nào của quá trình tiêu hóa không được hỗng tràng hấp thụ.

## Cấu tạo

### Kích cỡ
Chiều dài của ruột non có thể thay đổi rất nhiều, từ ngắn tới 3,00 m (9,84 ft) đến dài 10,49 m (34,4 ft), và cũng tùy thuộc vào kỹ thuật đo được sử dụng. Chiều dài điển hình của ruột non ở người là 3–5m. Chiều dài phụ thuộc cả vào chiều cao của người đó và cách đo chiều dài. Những người cao hơn thường có ruột non dài hơn và các phép đo thường dài hơn sau khi người đó chết và khi ruột rỗng.
Ruột non có đường kính khoảng 1,5 cm ở trẻ sơ sinh sau 35 tuần tuổi thai, và 2,5–3 cm (1 inch) ở người lớn. Trên X-quang bụng, ruột non được coi là giãn bất thường khi đường kính vượt quá 3 cm. Trên hình ảnh chụp CT, đường kính trên 2,5 cm được coi là giãn ra bất thường. Diện tích bề mặt của niêm mạc ruột non của con người, do sự mở rộng của các nếp gấp, nhung mao và vi nhung mao, trung bình là 50 mét vuông.

### Các phần
Ruột non được chia thành ba phần theo cấu trúc.
- Tá tràng là một cấu trúc ngắn, dài từ 20 cm (7,9 inch) đến 25 cm (9,8 inch) và có hình dạng giống như chữ "C".[12] Nó bao quanh phần đầu của tuyến tụy. Nó nhận được dưỡng trấp từ dạ dày, cùng với dịch tiêu hóa từ tuyến tụy (enzym tiêu hóa) và gan (mật). Các enzym tiêu hóa phân hủy protein và mật nhũ hóa chất béo thành các micelle. Tá tràng chứa các tuyến của Brunner, nơi sản xuất ra chất tiết nhiều chất nhầy có tính kiềm chứa bicarbonate. Những chất bài tiết này, kết hợp với bicarbonate từ tuyến tụy, trung hòa các axit dạ dày có trong dịch vị.
- Hỗng tràng là phần giữa của ruột non, nối tá tràng với hồi tràng. Nó dài khoảng 2,5 m, có các tua cuốn và nhung mao làm tăng diện tích bề mặt của nó. Các sản phẩm của quá trình tiêu hóa (đường đơn, amino acid, axit béo, glixêrin và các thành phần cấu tạo nên nucleotide) được hấp thụ vào máu ở đây. Cơ treo tá tràng đánh dấu sự phân chia giữa tá tràng và hỗng tràng.
- Hồi tràng là đoạn cuối cùng của ruột non. Nó dài khoảng 3 m, và chứa các nhung mao tương tự như hỗng tràng. Nó hấp thụ chủ yếu vitamin B12 và axit mật, cũng như bất kỳ chất dinh dưỡng còn lại nào khác. Hồi tràng nối với manh tràng của ruột già ở chỗ nối hồi tràng.

Hỗng tràng và hồi tràng được treo trong khoang bụng bằng mạc treo. Mạc treo ruột là một phần của phúc mạc. Động mạch, tĩnh mạch, mạch bạch huyết và dây thần kinh di chuyển trong mạc treo.

### Cung cấp máu
Ruột non nhận nguồn cung cấp máu từ động mạch celiac và động mạch mạc treo tràng trên. Đây là cả hai nhánh của động mạch chủ. Tá tràng nhận máu từ động mạch celiac qua động mạch tá tràng tụy trên và từ động mạch mạc treo tràng trên qua động mạch tá tràng tụy dưới. Hai động mạch này đều có nhánh trước và nhánh sau gặp nhau ở đường giữa và đường nối. Hỗng tràng và hồi tràng nhận máu từ động mạch mạc treo tràng trên. Các nhánh của động mạch mạc treo tràng trên tạo thành một loạt các cung trong mạc treo được gọi là cung động mạch, có thể sâu vài lớp. Các mạch máu thẳng được gọi là vasa trực tràng đi từ các cung gần hồi tràng nhất và hỗng tràng đến chính các cơ quan này.

### Vi giải phẫu học

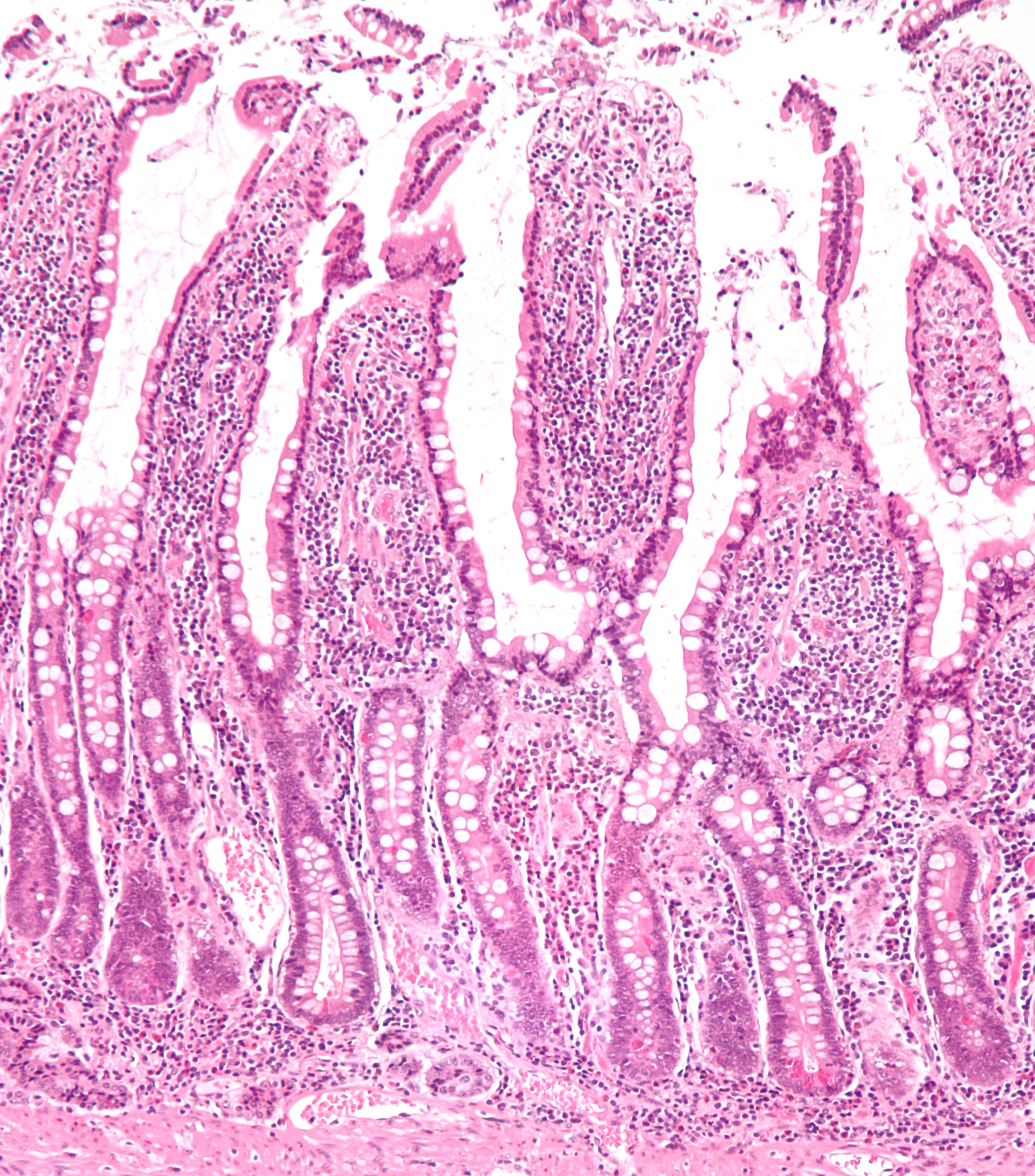
Hình ảnh hiển vi của niêm mạc ruột non cho thấy các nhung mao ruột và các màng ngăn của Lieberkühn.

Ba phần của ruột non trông giống nhau ở cấp độ hiển vi, nhưng có một số khác biệt quan trọng. Các phần của ruột non như sau:

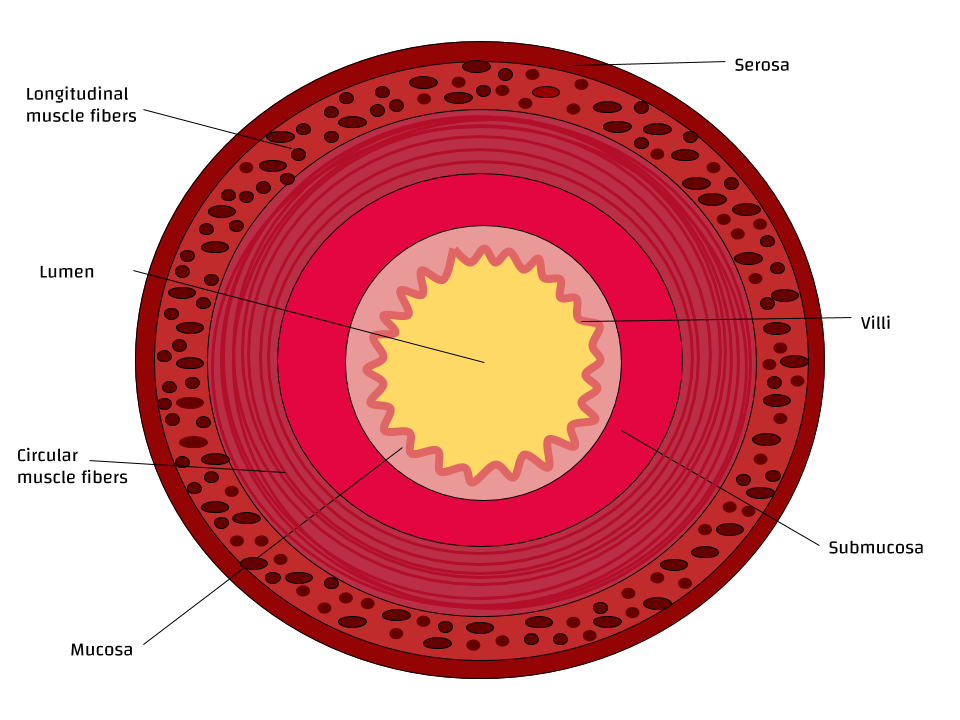
Sơ đồ mặt cắt này cho thấy 4 lớp của thành ruột non.

## Tiêu hóa
Ruột hấp thu theo hướng tích cực: thức ăn được hấp thu hết khi tiêu hóa.
- Glucid -> đường Maltose -> Glucose;
- Lipid dưới tác động của enzyme lipase chuyển thành Acid béo và Glycerol
- Protein xuống ruột non thành Polypeptide
- Tụy có enzyme Trypsin
- Ruột có enzyme Trypsinogen + entersrokinase -> Trypsin
- Polypeptide + Trypsin -> Amino Acid.

## Hấp thu
Chất dinh dưỡng được hấp thu qua thành ruột.
Mạch máu: Ruột non được nuôi bởi động mạch mạc treo tràng trên và các nhánh (5 nhánh) các chất dinh dưỡng được hấp thụ ở ruột non sẽ đi theo đường tĩnh mạch về. Các chất dinh dưỡng và 30% lipid lẫn chất độc đi qua gan để lọc, sau đó theo tĩnh mạch chủ dưới về tim.
Một tổn thương ở gan trong tình trạng bệnh lý xơ gan, gan không còn khả năng lọc chất độc thì các chất được đưa về tim bao gồm cả chất độc dễ gây cho cơ thể hôn mê sâu trường hợp bị ngộ độc NH3 lên não bộ sự tích tụ Urê.
Mạch bạch huyết: Vitamin tan trong dầu và 70% lipid theo tĩnh mạch chủ trên về tim.